# Enzo Scaini
Enzo Scaini (Varmo, 13 settembre 1955 – Roma, 21 gennaio 1983) è stato un calciatore italiano, di ruolo centrocampista o mezzala.
Soprannominato il "gigante buono", morì improvvisamente a soli 27 anni dopo un'operazione chirurgica seguita a un infortunio patito mentre era in forza al L.R. Vicenza. In totale ha disputato 92 gare in Serie B, mettendo a segno 12 reti.

## Carriera
Cresce calcisticamente negli Allievi dell'Esperia e nelle giovanili del Torino. Dai granata passa quindi al Canelli, in Serie D, e da qui in Serie C nel Clodia Sottomarina. Torna poi a giocare dei dilettanti, nel Conegliano.
Da qui viene prelevato nel 1975 dal Sant'Angelo, formazione che milita nel campionato di C. Con la squadra lombarda totalizza 30 presenze in campionato, realizzando 5 gol nella prima stagione, e altrettante presenze con 8 gol nella seconda, diventando uno dei beniamini dei tifosi. Passa quindi nel 1977 in Serie B nel Monza, squadra con la quale disputa 50 gare e 6 gol in due stagioni nel campionato cadetto, sfiorando nel 1978-1979 la promozione in Serie A, sfumata nello spareggio contro il Pescara.
Milita quindi nel Campobasso e nel Verona. Nella formazione scaligera gioca la sola stagione 1980-1981, totalizzando 29 presenze e realizzando 5 gol in B, bottino che gli permette di laurearsi capocannoniere della squadra assieme a Domenico Penzo. Nella stagione successiva cambia nuovamente maglia e passa al Perugia, formazione appena retrocessa in B, giocando 13 gare con 1 gol.
Nell'estate 1982 viene acquistato dal L.R. Vicenza, formazione che milita nel campionato di Serie C1. Con la squadra biancorossa, con cui esordisce in campionato il 19 settembre nel match casalingo contro la Carrarese, colleziona 11 presenze, realizzando nella prima parte della stagione anche 2 reti, prima dell'infortunio che si rivelerà fatale.

### L'infortunio e la morte improvvisa
Il 16 gennaio 1983, nel corso di una trasferta sul campo del Trento, Scaini subisce un grave infortunio, la rottura dei legamenti del ginocchio. Decide così di operarsi, affidandosi alle cure del professor Perugia, amico del medico sociale del Lanerossi Vicenza, il dottor Binda.
L'operazione è prevista nella mattinata del 21 gennaio, presso la clinica Villa Bianca di Roma: l'intervento ha buon esito, ma un'ora dopo, intorno alle 10:30, Scaini muore; a comunicare la notizia del decesso è la stessa moglie del calciatore, Maria Rosa, con una telefonata alla sede del club biancorosso. Il corpo dell'atleta viene sottoposto ad autopsia, con accertamenti che durano circa una settimana, senza tuttavia chiarire le esatte cause della morte, da attribuire forse a una malformazione cardiaca.
I funerali si svolgono nella chiesa di San Pietro a Vicenza, dieci giorni dopo la morte, alla presenza di un migliaio di persone; la cerimonia si conclude con un corteo che raggiunge lo stadio Romeo Menti. L'inchiesta sulla morte del giocatore si conclude a cinque anni di distanza dal fatto con il proscioglimento di tutti gli indagati.

## Enzo Scaini nella cultura di massa
In ricordo del giocatore, il Sant'Angelo ha istituito nel 1988 il Trofeo Enzo Scaini, che da allora viene consegnato ogni anno al miglior giocatore della squadra. Nel 2015 il medesimo club lombardo gli intitola la tribuna centrale dello stadio.